# Лорд-канцлер
Лорд верховный канцлер Великобритании (англ. Lord High Chancellor of Great Britain) или Лорд-канцлер, Лорд-Канцлер — должность и лицо, на неё назначенное, бывший президент палаты лордов, один из самых старших и важных функционеров правительства в Великобритании и предшествующих государствах.
Лорд-канцлер — высший сановник государства, назначается монархом по представлению премьер-министра на пять лет. В настоящее время лорд-канцлер, в основном, выполняет функции министра юстиции Великобритании. Лорд-канцлер входил в Тайный совет.

## История
Изначально лорд-канцлер являлся одним из главных секретарей (канцлер) английского короля, главным из королевских капелланов и хранителем королевской печати. На почве этих трех функций и выросло значение канцлера. В качестве секретаря он вёл всю переписку от имени короля и был облечён особым доверием его по делам светского управления; как капеллан, он был советником короля в делах церкви; как хранитель печати, он был необходимым участником всех формальных выражений королевской воли.
Уже при Генрихе II канцлер занимал по значению своему следующее место за великим юстициарием (Justiciar), осуществлявшим высшее заведование правосудием и другими отраслями управления и замещавшим короля Англии в его отсутствие. С упадком должности юстициария (в начале XIII века) его судебные функции перешли к лорду-канцлеру и получили дальнейшее развитие с установлением Канцлерского суда. До Эдуарда III должность лорда-канцлера всегда вверялась какому-нибудь духовному лицу. Первым светским лордом-канцлером был в 1340 году назначен Роберт Буршье, однако и позднее, в XV и XVI веках, лорд-канцлерами чаще всего бывали духовные лица. С начала XVII века лорд-канцлерами назначаются только светские лица, обыкновенно из выдающихся юристов.

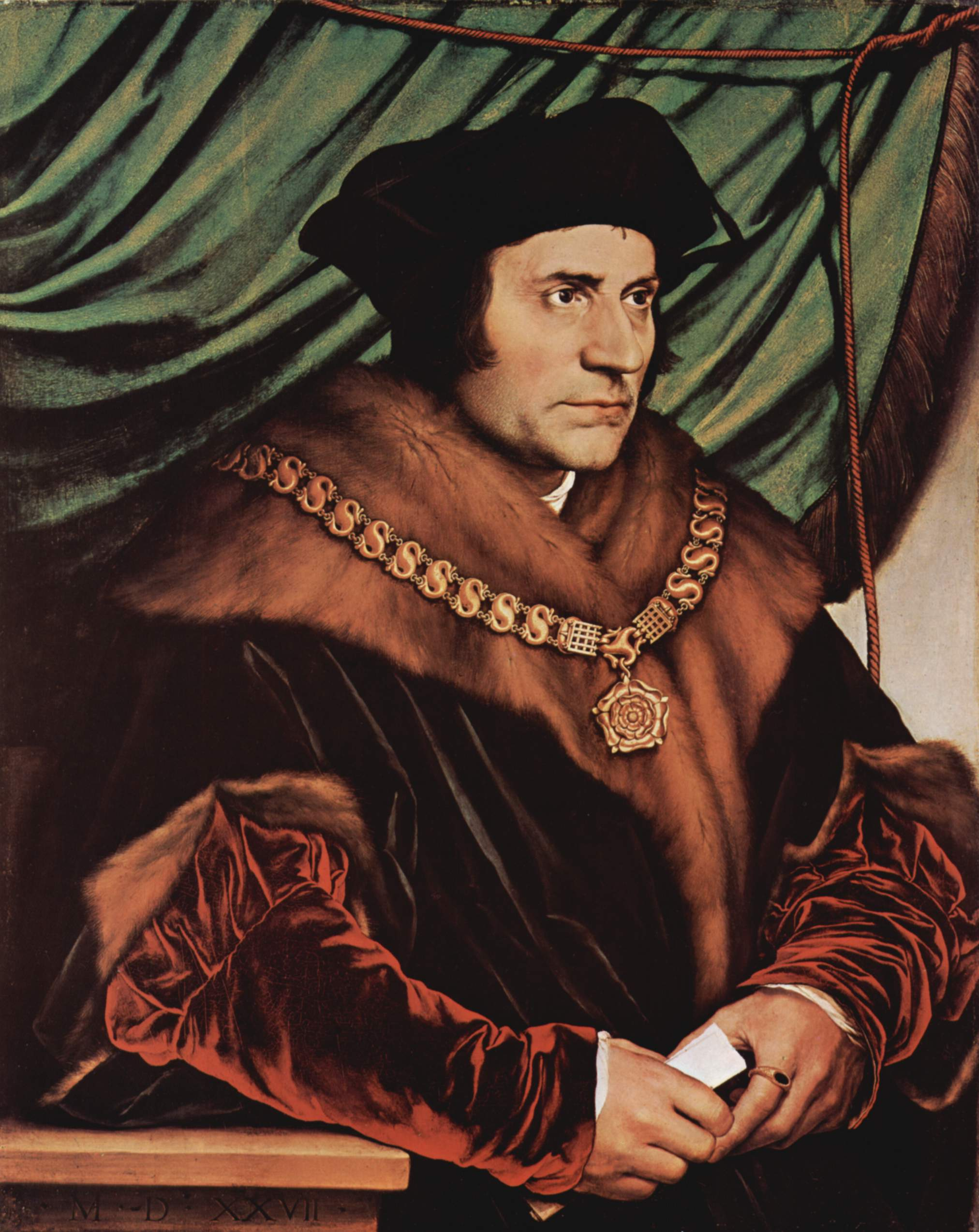
Томас Мор, один из самых известных лорд-канцлеров

Лорд-канцлер председательствовал в Палате лордов, входил в Кабинет, как Лорд-хранитель Большой печати хранил Большую печать и возглавлял судебную власть в Англии и Уэльсе.
С 1885 и по 2003 год в подчинении лорда-канцлера находилось Управление лорда-канцлера, занимавшееся судебными делами.
Лорд-хранитель Большой печати может быть назначен вместо лорда-канцлера. Две должности имеют в точности одинаковые обязанности; единственное различие в режиме назначения. Также, должность лорда-канцлера позволяет назначать группу лиц, называемых «лорды-комиссары Большой печати».
С XIX века лорд-канцлеры были исключительно назначаемыми и прочие упомянутые должности не использовались.
Традиционно лорд-канцлеры являются пэрами, хотя законодательных ограничений для назначений простолюдина нет, и Джек Стро, лорд-канцлер в 2007—2010 годах, был первым не-пэром на этой должности.
В прошлом существовали раздельные должности лорда-канцлера Англии и Уэльса, лорда-канцлера Шотландии и лорда-канцлера Ирландии. С Унией 1707 года посты лорд-канцлера Англии и Уэльса и лорда-канцлера Шотландии были объединены в единую должность лорда-канцлера Великобритании. Аналогичным образом после Акта об унии Великобритании и Ирландии в 1800 году к этой должности была присоединена должность лорда-канцлера Ирландии.
Однако в 1922 году в связи с созданием Ирландского Свободного государства и должность лорда-канцлера Ирландии, и Управление лорда-канцлера Ирландии были упразднены, а их обязанности перешли губернатору Северной Ирландии, а позже — министру по делам Северной Ирландии. Поэтому в настоящее время лорд-канцлер именуется лордом-канцлером Великобритании, а не лордом-канцлером Соединенного королевства.
В 2003 году Управление лорда-канцлера было объединено с министерством юстиции, а лорд-канцлер занял одновременно и пост министра юстиции.
Реформа 2005 года, проведённая администрацией Тони Блэра, передала большую часть функций лорда-канцлера другим лицам — Палату лордов возглавил лорд-спикер, а судебную власть в Англии и Уэльсе — Лорд главный судья Англии и Уэльса.
С 5 июля 2024 года должность лорда-канцлера и министра юстиции занимает Шабана Махмуд.

## Мешок с шерстью
Лорд-канцлер, а с 2005 года — лорд-спикер в Палате лордов сидит на мешке с шерстью (the Woolsack). Этот обычай вышел из средних веков, когда Англия была главным экспортёром шерсти и шерстяных изделий в Западную Европу и считалась ведущим производителем как по качеству, так и по количеству материала. Символизируя национальное достояние страны, Лорд-канцлер сидел на мешке, набитом шерстью. Единственное изменение традиции — мешок набивают шерстью не только производства Великобритании, но и других стран Содружества, что символизирует единство этих стран.